# 中央消防署 (札幌市)

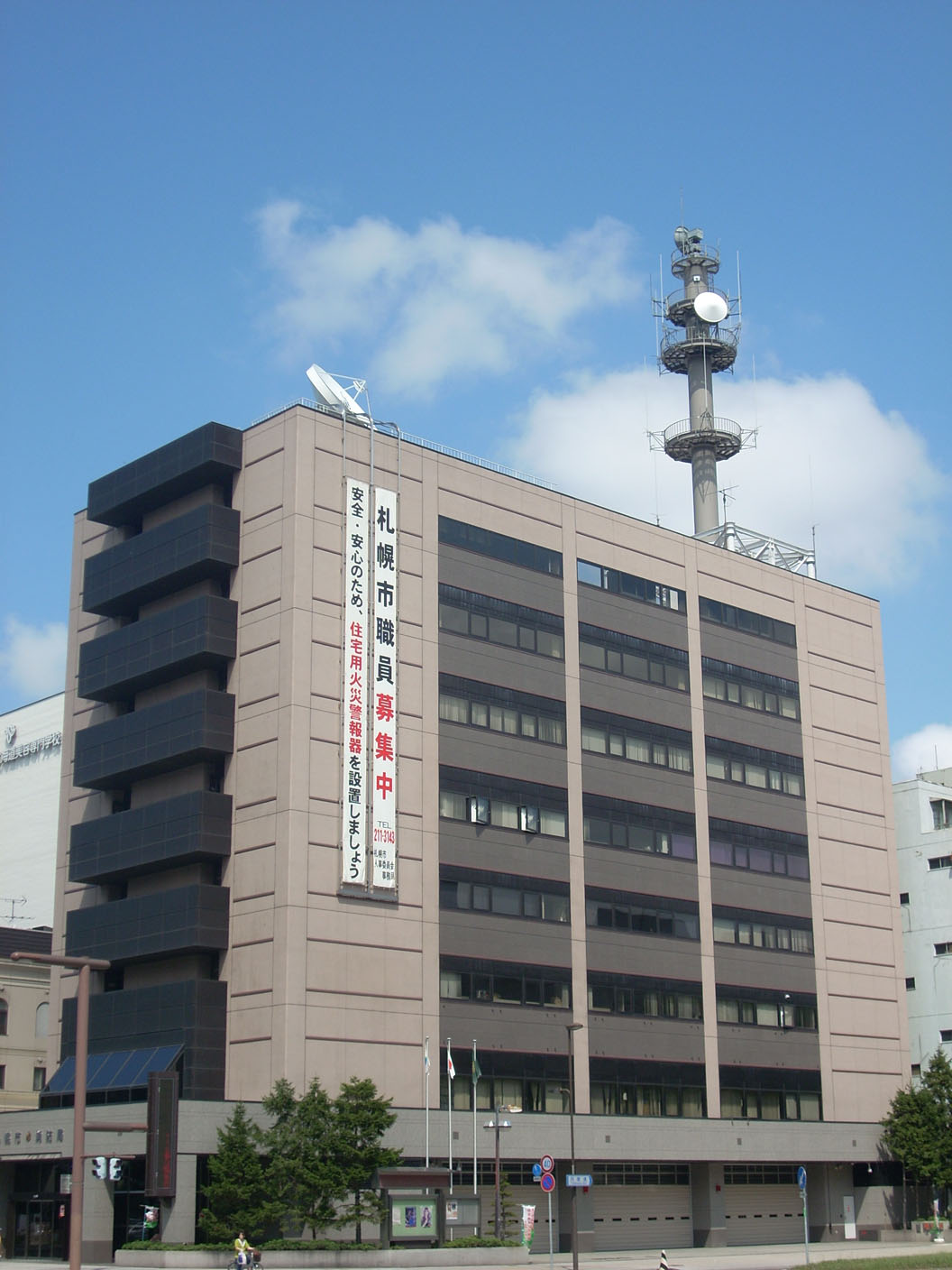
中央消防署（札幌市消防局庁舎内）

中央消防署（ちゅうおうしょうぼうしょ）は北海道札幌市中央区南4条にある、札幌市消防局の消防署である。

## 所在地
- 北海道札幌市中央区南4条西10丁目消防局庁舎1・2階

## 消防署の機構と事務分掌
- 予防課－庶務係、防火推進係、指導係、設備検査係
- 警防課－消防一係・消防二係、主査(救助)、救急一・二担当係長

## 設置部隊
- 指揮隊
- 水槽隊
- 救急隊
- 特別高度救助隊（スーパーレスキューサッポロ：SRS） - 北海道内で唯一の特別高度救助隊であり、国際消防救助隊や緊急消防援助隊として道内外の災害にも出場する。

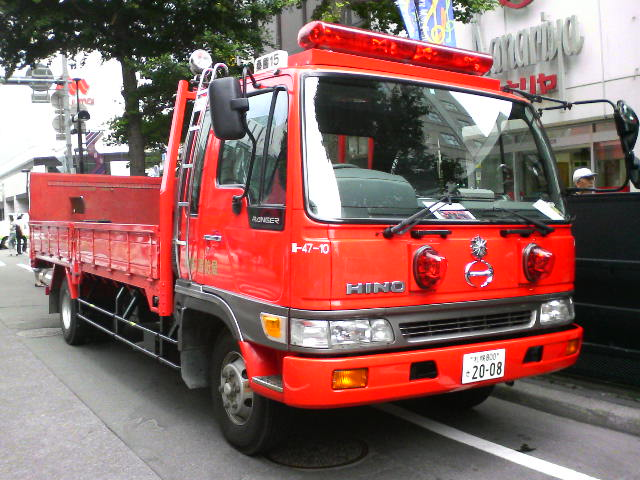
桑園出張所資材搬送車(当時)
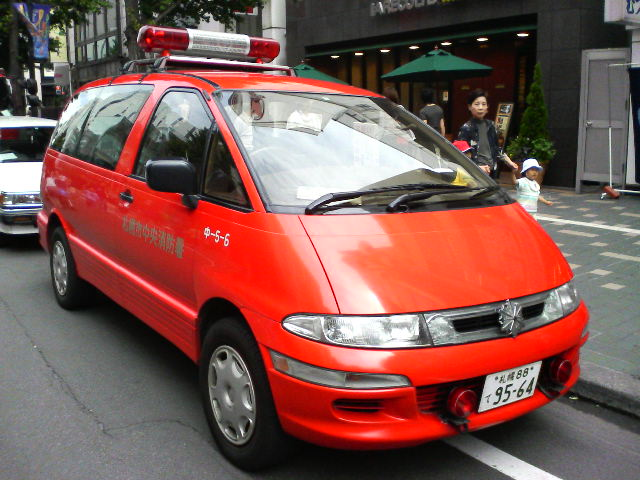
中央消防署広報車
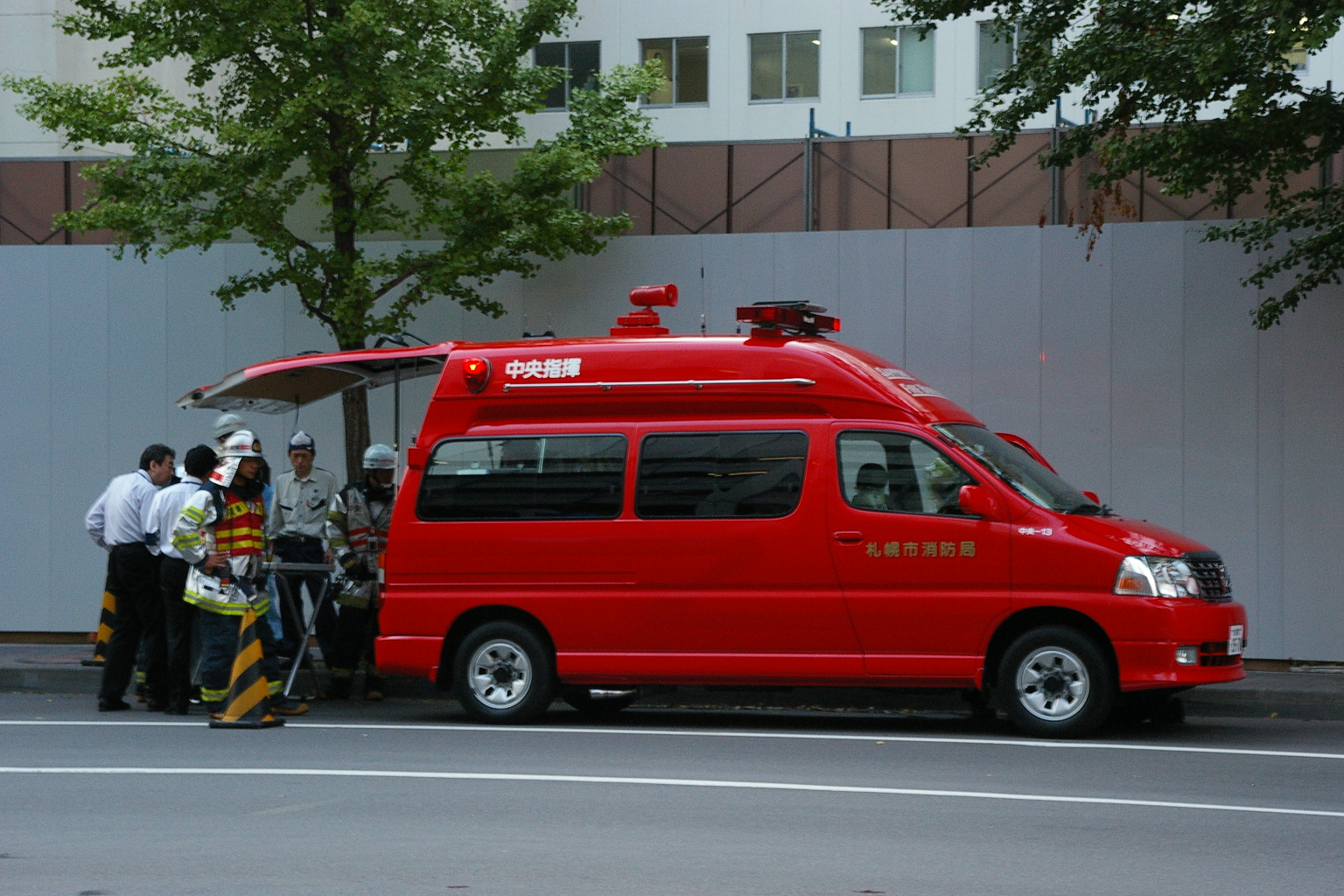
中央消防署指揮車
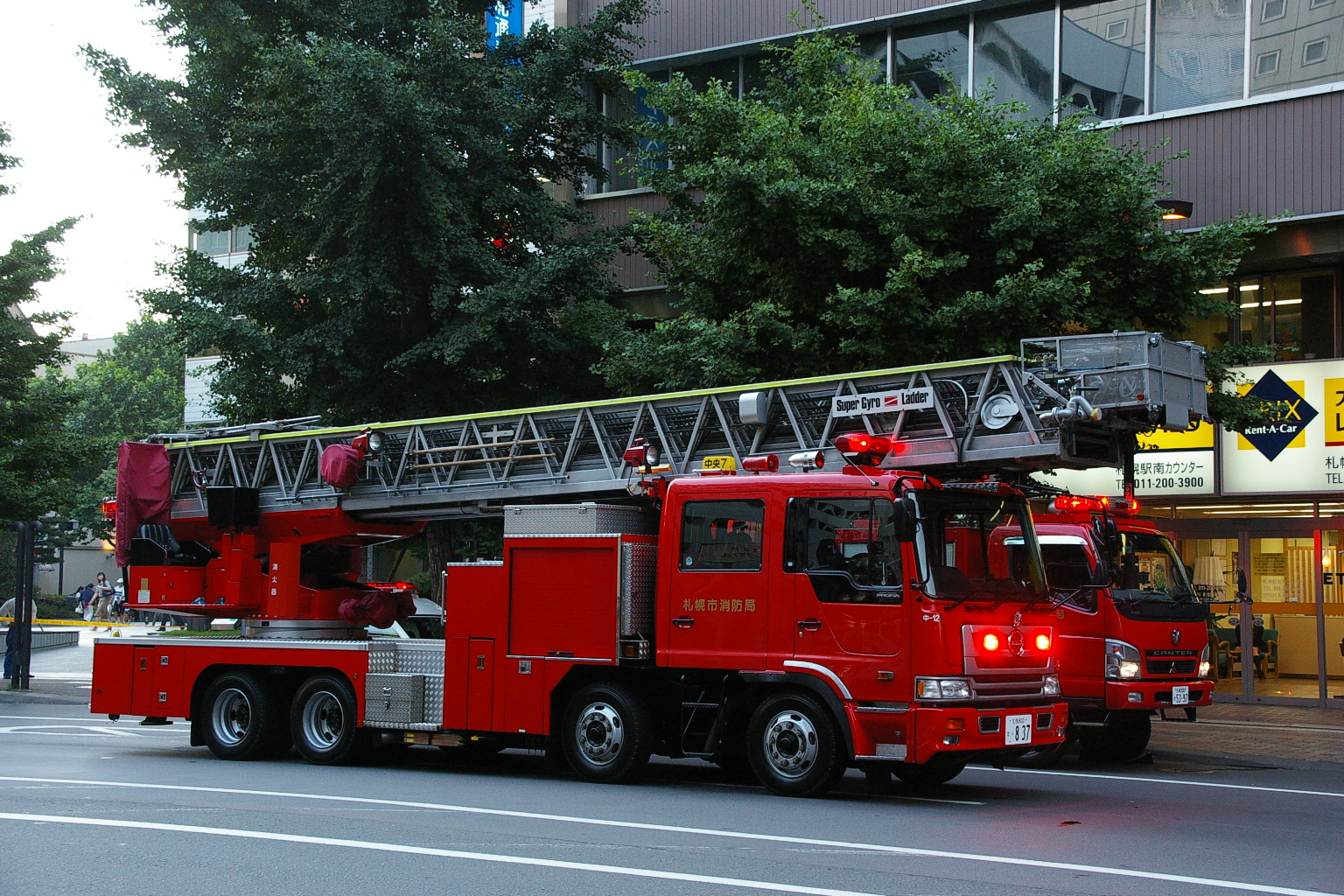
中央消防署はしご車
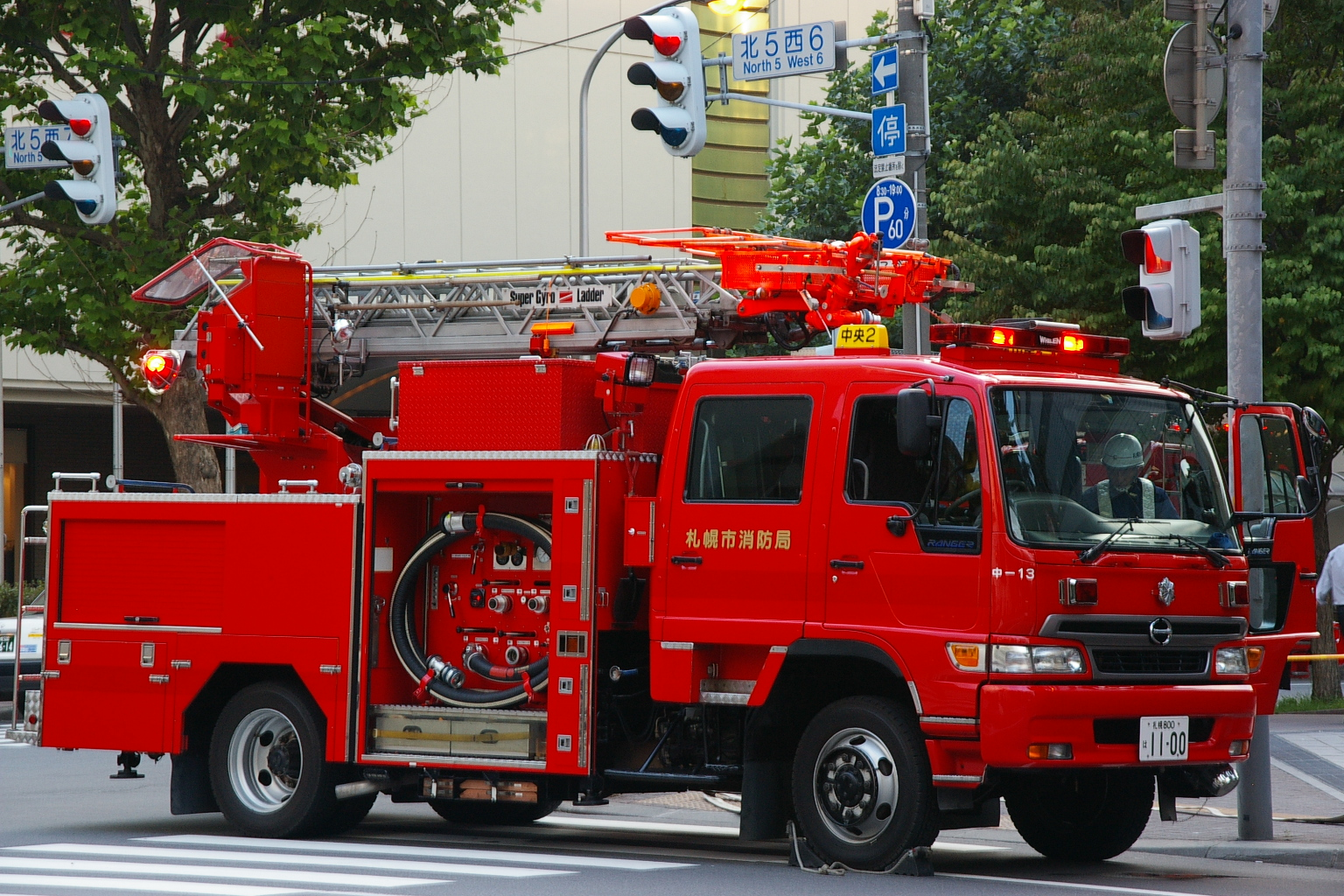
中央消防署水槽車
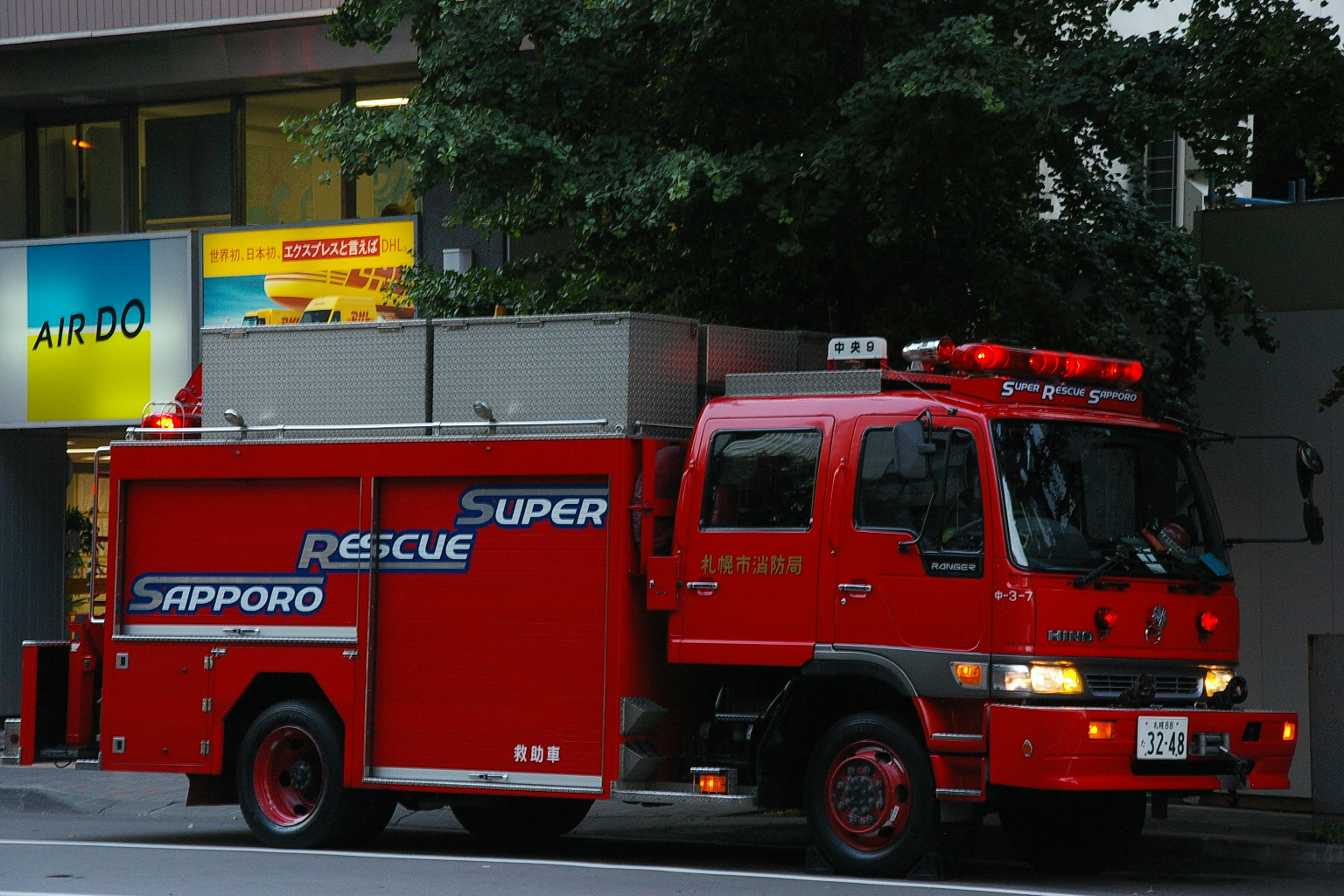
中央特別高度救助隊 スーパーレスキューサッポロ 救助車(当時)
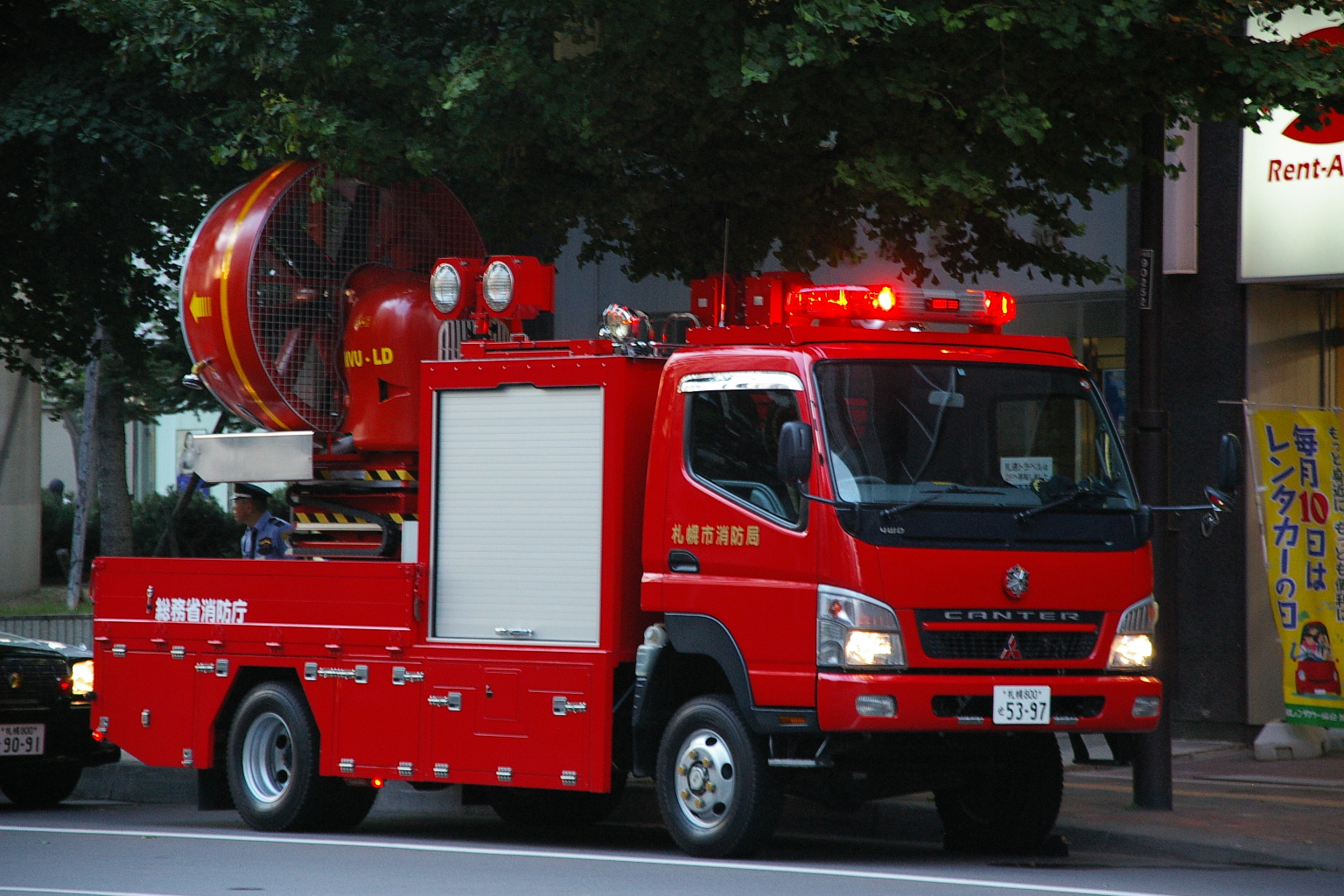
中央特別高度救助隊 スーパーレスキューサッポロ 大型ブロアー車
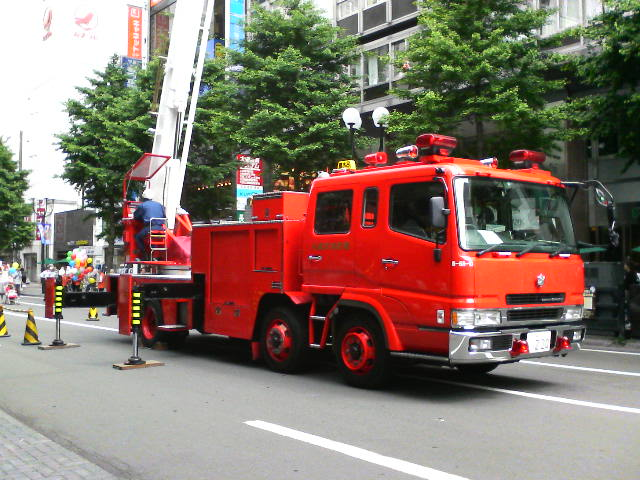
豊水出張所屈折車
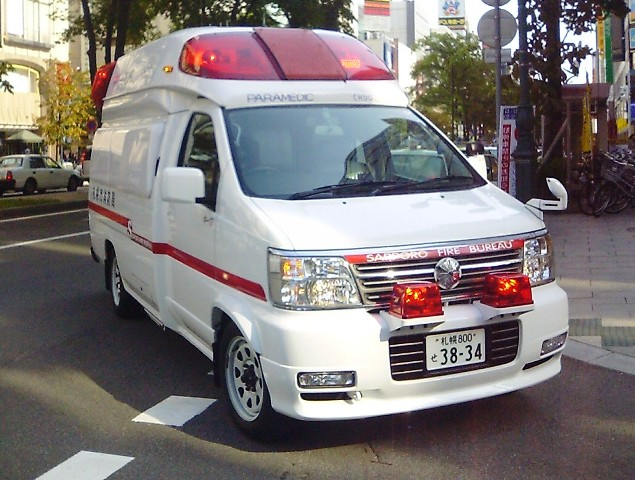
中央消防署高規格救急車
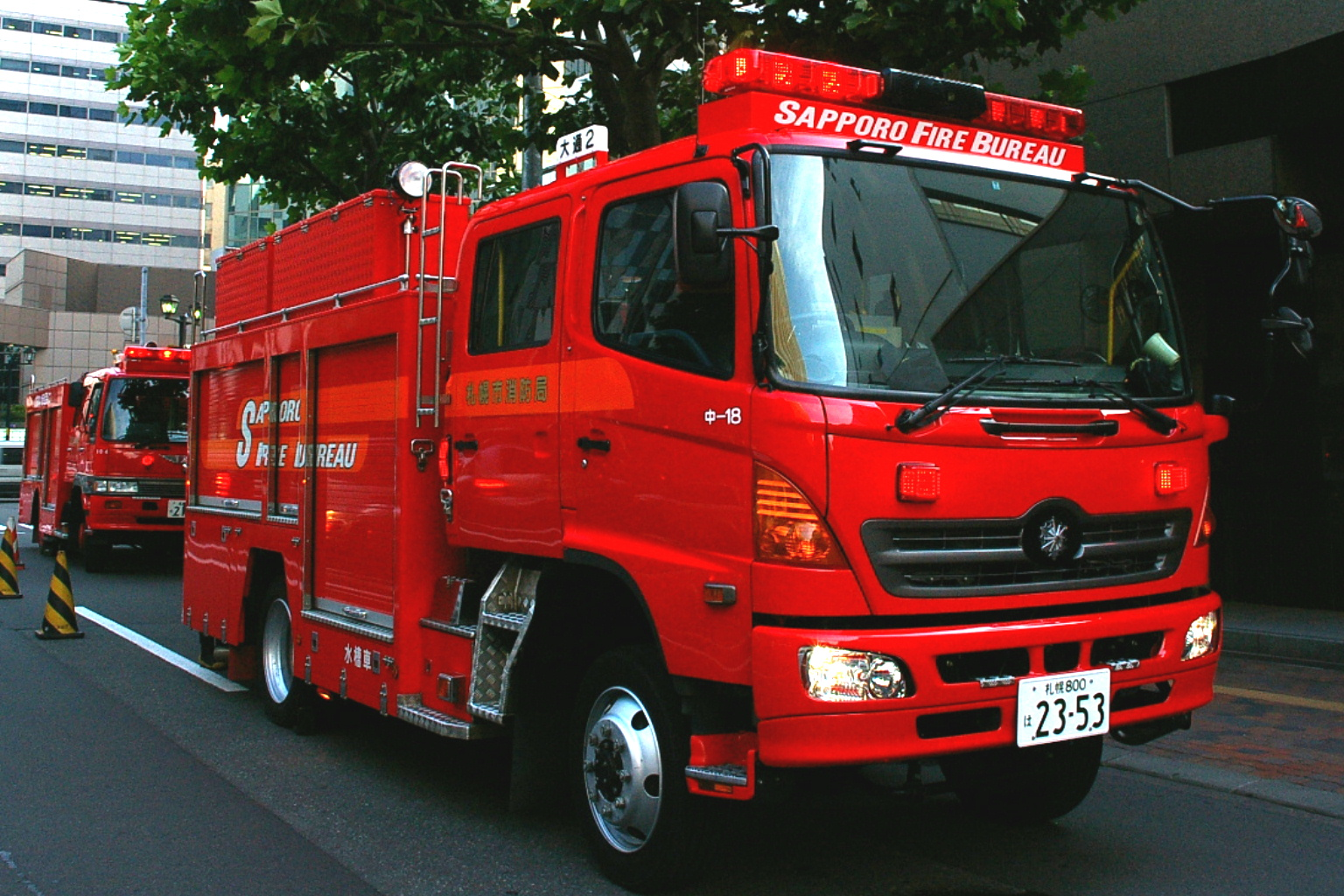
大通出張所水槽車
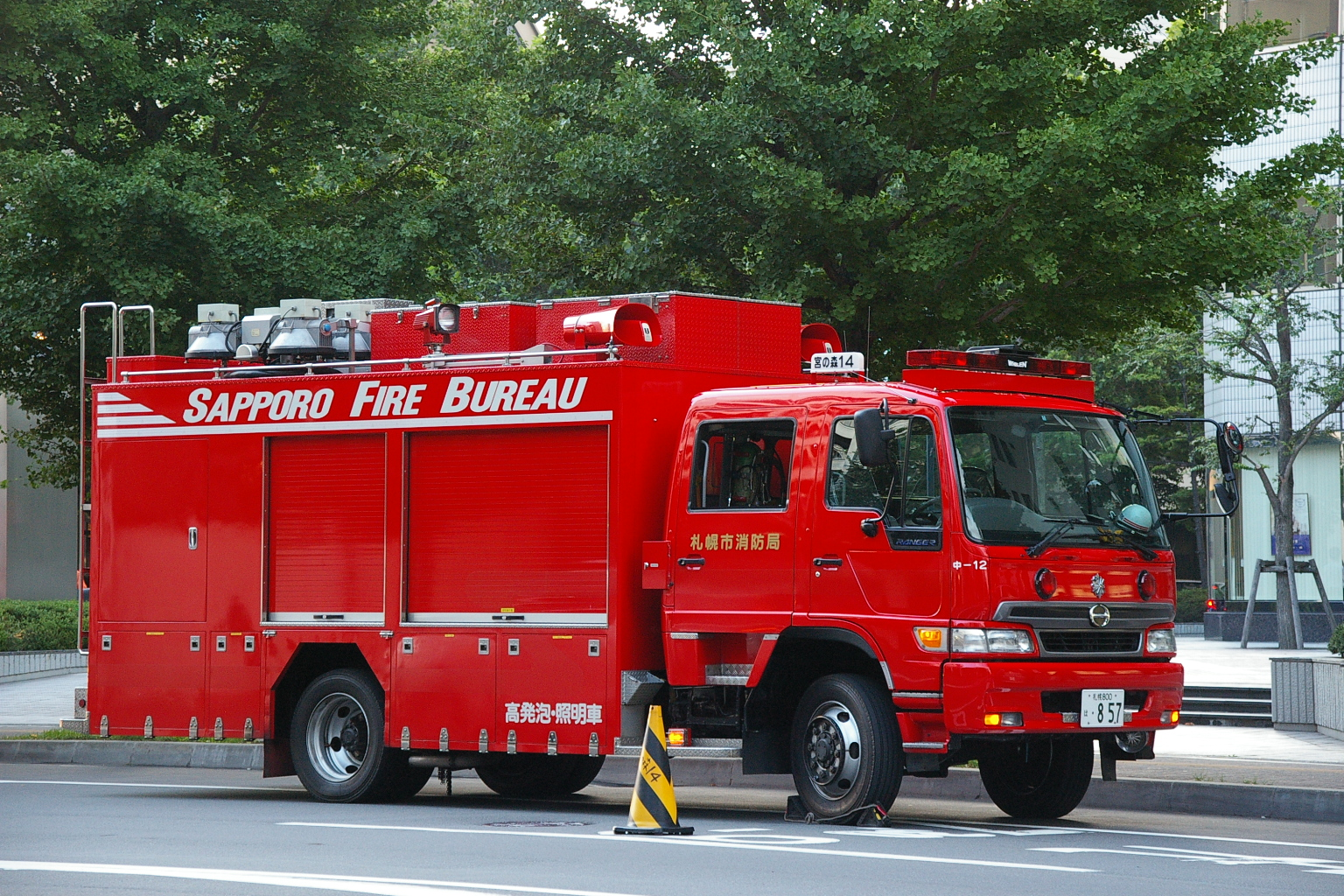
宮の森高発泡・照明車(当時)
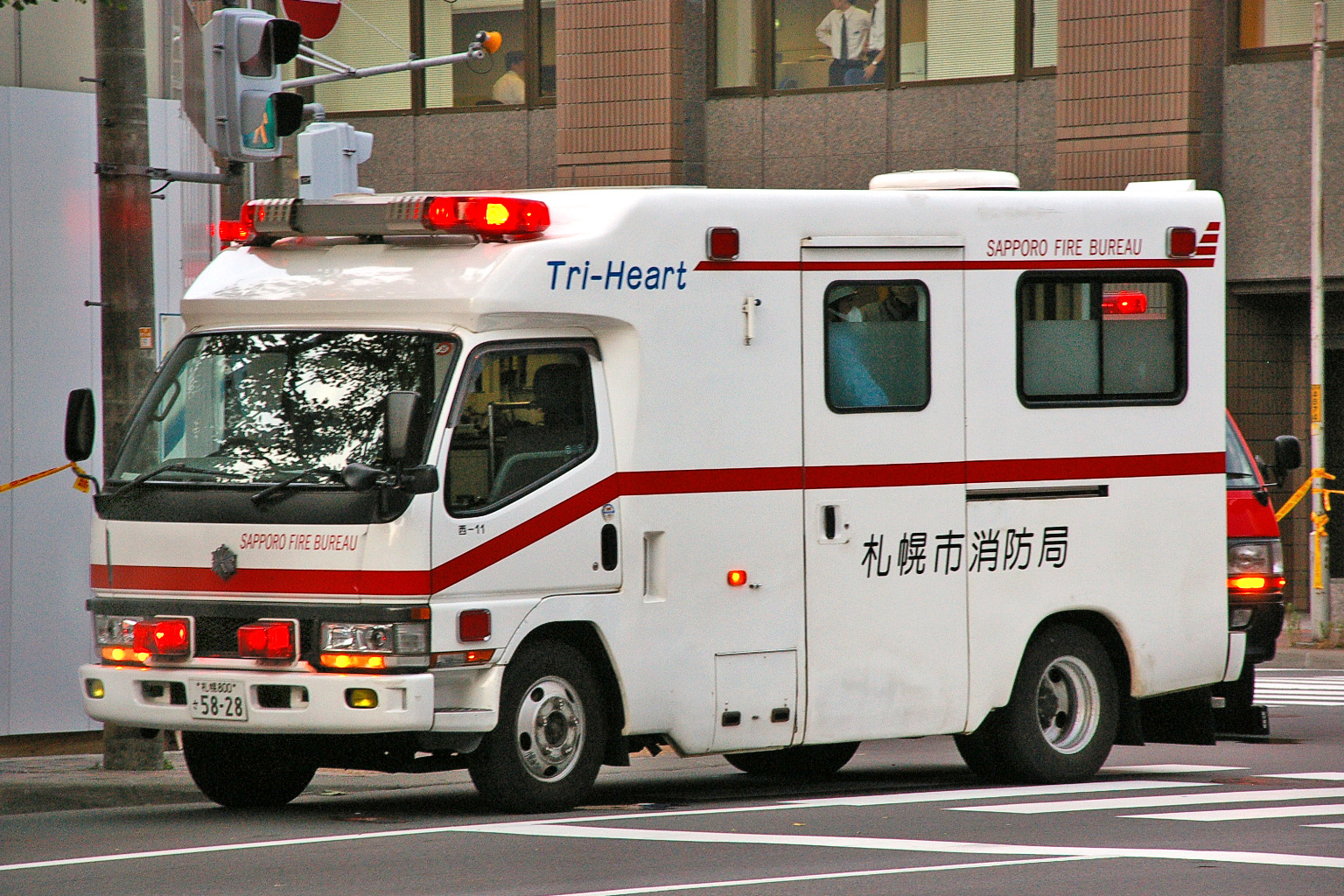
幌西出張所非常用救急車(当時)

## 出張所
- 桑園(北4条西22丁目)
- 宮の森(宮の森2条11丁目)
- 豊水(南8条西2丁目)
- 幌西(南11条西21丁目)
- 山鼻(南23条西10丁目)

## 注
1. ↑  2009年から梯子を外して通常の水槽付きポンプ車として運用中